# Gustavo Muler
Gustavo Muler est un astronome amateur espagnol, né en 1967 en Argentine.
Il effectue ses observations depuis l'archipel des Îles Canaries.
Le Centre des planètes mineures le crédite la découverte de vingt et un astéroïdes, effectuées entre 2008 et 2010, parmi elles certaines avec la collaboration de Jose Maria Ruiz.
L'astéroïde (458063) Gustavomuler lui a été dédié.
| (216428) Mauricio | 23 décembre 2008 |
| (243381) Alessio  | 22 décembre 2008 |